# Histoire d'Arles à l'époque pré-romaine
Occupé dès le Xe siècle av. J.-C. par les Ligures, puis après la première migration celte par les Celto-Ligures, le site d’Arles est fréquenté par des commerçants méditerranéens. Les Grecs fondent Marseille en 600 av. J.-C., et créent un comptoir  sur le Rhône vers 500 av. J.-C. qui deviendra  une colonie appelée Théliné. Elle revient sous domination autochtone lors de la poussée celte du début du IVe siècle av. J.-C. prenant à cette occasion son nom d'Arelate. Au cours du IIe siècle av. J.-C., Arles fait partie de la confédération salyenne qui s'oppose à la cité marseillaise et finit écrasée en 122 av. J.-C. par les Romains. Probablement rattachée à la Gaule narbonnaise fondée en 118 av. J.-C., bien que certains historiens incluent la cité arlésienne dans la zone d'influence de Marseille, Arles entre dans le monde romain.

## De l'an 1000 à400av. J.-C.: des Ligures à une colonie grecque

### Des Ligures aux Grecs

L'expansion de la civilisation celtique de 800 à 400 av. J.-C.

Aires d'influence de Carthage en Méditerranée occidentale en -509

Vers 800 av. J.-C., la région rhodanienne et provençale occupée par les Ligures voit l'arrivée progressive de Celtes, d'où le terme celto-ligure s’appliquant par la suite aux indigènes. À Arles, des objets provenant de différents sondages, en particulier du site de l’hôpital Van-Gogh attestent l'existence d'une occupation sur cet îlot rocheux dès la fin du VIIe siècle et durant les trois premiers quarts du VIe siècle av. J.-C. La population est alors indigène et fait partie des Nearchi, peuple établi sur une partie de la Crau et des Alpilles. Cette population, dès cette époque, est en relation commerciale avec les navigateurs méditerranéens initialement puniques et étrusques, puis grecs, qui s'engagent dans la basse vallée du Rhône en remontant le fleuve.

### Arles, nommée Théliné lorsque le Grec l'habitait

Le monde grec antique, vers 550 avant Jésus-Christ, avec une présence grecque sur les côtes languedociennes et provençales

Les relations évoluent ensuite vers une présence plus marquée. En 600 av. J.-C., les Phocéens, marins grecs originaires d’Asie mineure fondent la ville de Marseille et s'installent en Provence. Très rapidement, ils créent des comptoirs sur le littoral et aux embouchures des fleuves. Sur le site d'Arles, il s'agit de Théliné (La Nourricière) fondée vers 540 av. J.-C. - 530 av. J.-C.  comme évoqué par Avienus : 

« Là s'élève la cité d'Arles, nommée Théliné aux siècles précédents, lorsque le Grec l'habitait. »

Initialement, cette implantation caractérisée par une brutale amplification d'une présence humaine et des activités économiques, se traduit par la création d'un emporion sur le rocher d'Arles par des immigrés grecs et des réfugiés d'Alalia qui évolue rapidement autour des années 500 av. J.-C. - 490 av. J.-C., vers la fondation d'une colonie structurée quant à l'organisation de son habitat. Cette fondation souligne l'intérêt commercial de la cité qui offre un débouché vers les régions septentrionales, notamment pour la diffusion des vins. Les fouilles récentes donnent quelques indications sur cette période :
- Sous les cryptoportiques romains, au cœur de l'agglomération, apparition de vestiges architecturaux à murs porteurs structurés autour de voies à revêtements datés du dernier quart du VIe siècle av. J.-C.
- Au sud de la ville, transformation de l'emplacement du Jardin d'hiver qui devient un quartier habité à la fin du VIe siècle av. J.-C. et dont l'urbanisme se développe au cours du Ve siècle.

Cette composante hellénique de la ville d'Arles va générer une dynamique culturelle qui va s'étendre sur plusieurs siècles jusqu'à la fin de l'Antiquité tardive et le début du haut Moyen Âge.

## De l'an 400 à200av. J.-C.: Arles, ville de la confédération salyenne
Une rupture se produit au début du IVe siècle av. J.-C. Probablement lors de la nouvelle poussée celte, la cité revient sous domination autochtone vers 400 av. J.-C.-370 av. J.-C. et reprend son nom d'Arelate (la ville des marais) : le lieu situé près (are) de l'étang (late). Le quartier du Jardin d'hiver évoqué ci-dessus est restructuré en plusieurs étapes, d'abord au IVe, puis au IIIe siècle av. J.-C. À partir de cette date et pendant environ trois siècles jusqu'à la création de la colonie romaine en 46 av. J.-C., la cité va entretenir des relations mouvementées avec sa voisine Marseille.

Hannibal traversant le Rhône

La route d'Hannibal et le franchissement du Rhône en -218, au-dessus d'Arles

C'est dans ce contexte qu'il faut analyser un évènement particulier : la traversée du Rhône par l'armée d'Hannibal. À la fin août 218 av. J.-C. lors de la deuxième guerre punique, Hannibal franchit le Rhône à quatre journées de marche de la mer, soit probablement au nord d'Arles entre Tarascon et Avignon, ou selon d'autres, près de Caderousse. Ce passage semble précipité car Hannibal redoute l'arrivée de forces romaines qui pourraient lui interdire le franchissement du Rhône. Cornélius Scipion débarque en effet à (proximité de ?) Marseille avec plusieurs légions pour lui interdire le passage du Rhône mais arrive trop tard ; seul un détachement de cavalerie entre en contact avec les troupes d'Hannibal . Polybe précise : 

« Publius Cornelius Scipio met ses troupes à terre, à l'embouchure du Rhône, qu'on appelle embouchure de Marseille. »

Les tribus de la Provence avant la conquête romaine

Les sources historiques ne permettent pas de connaître la position politique exacte des Arlésiens à cette date. Ni le Grec Polybe, ni le Latin Tite-Live qui décrivent ces événements ne citent une seule fois le nom d’Arelate, ce qui est d'autant plus étonnant que les troupes de Scipion remontant le Rhône ont dû passer par la cité. Toutefois, l'itinéraire retenu par Hannibal, au nord d'Avignon, indiquant le choix d'un trajet dans une région hostile à Rome, peut laisser penser que les Arlésiens soumis à l'autorité marseillaise suivent la politique pro-romaine de la cité phocéenne. Mais la question est ouverte : d'après Patrice Arcelin, Arles aurait été plutôt à dominante ethnique indigène à partir du IVe siècle. Il relève que les Anciens ne la considéraient pas comme une colonie de Marseille (elle ne figure pas dans les nomenclatures préaugustéennes).
À la fin du IIIe siècle av. J.-C., Arles participe probablement à la fédération des Salyens qui se forme à partir de la réunion des « Celto-Ligures » de Provence autour de centres proto-urbains, placés sous le contrôle d'une aristocratie locale. Pour expliquer cette évolution, plusieurs hypothèses sont formulées, parmi lesquelles il faut citer les tensions causées par la pression de Marseille.

## : installation des Romains en Provence

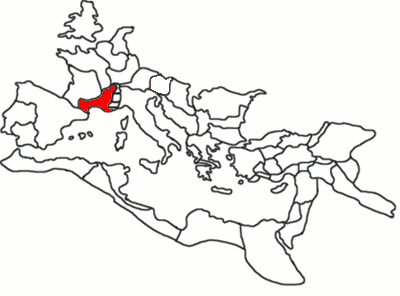
La province romaine de Narbonnaise créée en -118

## IIesiècleav. J.-C.: installation des Romains en Provence

### De l'installation des Romains à la création de la province de Transalpine
Au cours du IIe siècle av. J.-C., Marseille s'oppose en effet de plus en plus aux Salyens et aux autres peuples de la Provence orientale, d'abord seule puis avec l'aide de Rome.

Dès le début du siècle, Marseille s'attaque à une série de sites dont Arles  qui subit des dégâts importants de manière quasi-concomitante avec une importante crue du fleuve (vers 175 av. J.-C.). Quoi qu'il en soit, ces quartiers périphériques méridionaux, au Jardin d’Hiver, au sud de l’enceinte, au pied du rocher primitif sont par la suite abandonnés jusqu’au moment de l’installation de la colonie romaine vers 46 avant notre ère, l'habitat se repliant alors sur les parties hautes de la ville (par exemple zone de la commanderie Sainte-Luce). L'historien Polybe décrit certaines coutumes piscicoles et alimentaires camarguaises de l'époque .

Peu après, Marseille sollicite Rome d'abord à partir de 182 av. J.-C., puis vers 154 av. J.-C. en Provence orientale.

Enfin, la cité phocéenne fait encore appel aux troupes romaines dans les années 125 av. J.-C., cette fois-ci en Provence occidentale pour en finir avec la résistance des Salyens ; à cette occasion, les Romains non seulement interviennent mais s'installent en Provence après l'écrasement de la confédération. La ville d'Aix est fondée (122 av. J.-C.), les Romains s'installent définitivement et maîtrisent la route d'Italie vers l'Espagne (Voie Domitienne). La date exacte de création d'une province spécifique pour cette région est controversée et l'on peut hésiter entre peu après (118 av. J.-C.) et lors du passage de Pompée pour la création officielle de la province de Transalpine.
Arles comme les autres cités de la Provence, à l'exception de Marseille qui conserve une certaine autonomie, se trouvent soumise à Rome dans un cadre dominé par la colonie de Narbonne. Toutefois beaucoup d'informations nous échappent et certains historiens n'hésitent pas inclure dès cette époque la cité arlésienne dans la zone d'influence de Marseille.

### Arles, une position stratégique

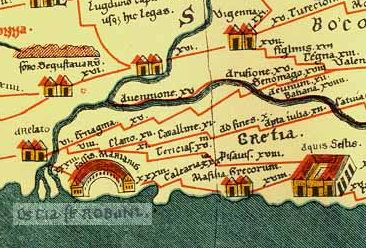
Les fosses Mariennes sur la table de Peutinger

Les nouveaux maîtres d'Arles ne favorisent guère la cité dont nous trouvons la mention du nom, pendant de longues années, que dans de rares textes, tels ceux de Polybe. Les événements ne sont peut-être pas alors propices à un développement car moins de vingt ans après l'implantation des légions romaines, la Provence est aux prises avec des peuples venus de l'Europe du Nord qui, voulant piller l'Italie, menacent la Provence.
Après la déroute romaine d'Arausio (Orange) le 6 octobre 105 av. J.-C., le consul Marius intervient dans la région d'Arles pour interdire aux peuples barbares l'accès de l'Italie. Plutarque dans la Vie de Marius nous décrit cet épisode. Pendant deux ans, stationné au nord-est d'Arles, probablement sur la zone appelée la Montagnette d'où on peut contrôler les mouvements éventuels des barbares, Marius occupe ses troupes à des travaux logistiques : la construction des fosses mariennes, un canal de Fos à Arles à travers les étangs permettant d'éviter la remontée difficile du Rhône en aval de la cité. Il écrase finalement les Teutons en 102 av. J.-C. à Pourrières près d'Aix-en-Provence, puis les Cimbres en Gaule cisalpine, près de Verceil en 101 av. J.-C.
Après ces victoires, Marius abandonne l'usage de la nouvelle voie d'eau à Marseille. Par cette faveur contraire aux intérêts d'Arelate, cette dernière se trouve plus encore sous la dépendance de sa puissante voisine. Strabon souligne les avantages accordés aux Marseillais : 

« [Ils] en tirèrent un grand profit par les taxes perçues sur les transports remontant et descendant le fleuve. »

Arelate n'en est pas moins desservie par un canal qui fait d'elle un port à la fois fluvial et maritime. Cette situation privilégiée joue un rôle important quelque soixante ans plus tard, lors du conflit entre César et la ville de Marseille.

## Chronologie
- Vers 800 av. J.-C. : la région rhodanienne et provençale occupée par les Ligures voit l'arrivée progressive de Celtes, d'où le terme celto-ligure s’appliquant aux indigènes.
- Vers 625 av. J.-C. : premières traces d'occupation sur l'îlot rocheux d'Arles.
- Vers 600 av. J.-C. : les Phocéens, marins grecs originaires d’Asie mineure fondent la ville de Marseille et s'installent en Provence. Très rapidement, ils créent des comptoirs sur le littoral et aux embouchures des fleuves.
- Vers 540 av. J.-C. : sur le site d'Arles, fondation d'un emporion appelé Théline (La Nourricière) par les Grecs de Marseille[16].
- Vers 500 av. J.-C. : l'arrivée des immigrés à Marseille à la fin du VIe siècle entraîne une transformation de l'emporion vers la fondation d'une colonie structurée quant à l'organisation de son habitat.
- Vers 380 av. J.-C. : probablement lors de la poussée celte du début du IVe siècle av. J.-C., la cité revient sous domination autochtone et reprend son patronyme d’Arelate (la ville des marais) : le lieu situé près (are) de l'étang (late).
- 218 av. J.-C. (à la fin août) : lors de la deuxième guerre punique, Hannibal franchit le Rhône à quatre journées de marche de la mer[17], soit probablement au nord d'Arles entre Tarascon et Avignon.
- Vers 200 av. J.-C. : à la fin du IIIe siècle av. J.-C., Arles participe probablement à la fédération des Salyens qui se forme à partir de la réunion des « Celto-Ligures » de Provence autour de centres proto-urbains, placés sous le contrôle d'une aristocratie locale.
- 200 av. J.-C.-175 av. J.-C.) : Marseille s'attaque à une série de sites Salyens dont Arles qui subit des dégâts importants de manière quasi-concomitante avec une importante crue du fleuve (vers 175 av. J.-C.). Quoi qu'il en soit, ces quartiers périphériques méridionaux sont abandonnés jusqu’au moment de l’installation de la colonie romaine.
- 125 av. J.-C. : intervention des Romains à la demande de Marseille ; les Romains s'installent en Provence après l'écrasement de la confédération. La ville d'Aix est fondée (122 av. J.-C.) et peu après (118 av. J.-C.) la division administrative de la Narbonnaise créée. Arles bien qu'en Narbonnaise aurait pu être rattachée directement à Marseille.
- 105 av. J.-C. : le 6 octobre, déroute romaine d'Arausio (Orange).
- 103 av. J.-C.-102 av. J.-C. : construction par les troupes de Marius des Fosses Mariennes, un canal de Fos à Arles à travers les étangs permettant d'éviter la remontée difficile du Rhône en aval de la cité.
- 102 av. J.-C. : Marius écrase finalement les Teutons à Pourrières près d'Aix-en-Provence